# Joshua Putze
Joshua Putze (* 2. Dezember 1994 in Berlin) ist ein deutscher Fußballspieler, der variabel im Mittelfeld und in der Abwehr eingesetzt werden kann.

## Karriere
Joshua Putze spielte bis 2006 für die SG Glienick. Dann ging er zum FC Energie Cottbus. Bis zur Saison 2011/12 war er dort in den Jugendteams aktiv. Ab Sommer 2012 lief er auch für das Reserveteam der Lausitzer auf. Im September 2013 stand er erstmals im Cottbuser Profikader, kam jedoch nicht zum Einsatz. Sein erstes und bisher einziges Zweitligaspiel bestritt er am 11. Mai 2014, als der FC Energie bereits abgestiegen war. Zur Saison 2014/15 wechselt Putze nach Berlin zum Regionalliga-Aufsteiger BFC Dynamo. Nach zwei Jahren kehrte er 2016 zu Energie Cottbus zurück. Ein Jahr später wechselte Putze zum Drittligisten Sportfreunde Lotte. Hier blieb er bis zum Abstieg aus der 3. Liga im Sommer 2019. Im Juli 2019 gab der Nordost-Regionalligist FSV Union Fürstenwalde die Verpflichtung Putzes bekannt. Dort erzielte er in 26 Spielen vier Tore.
Im Sommer 2021 wurde Putze erneut von Energie Cottbus verpflichtet. In der Spielzeit 2021/22 kam er auf 22 Einsätze, in den er fünf Tore schoss. Im Sommer 2025 endete die Zeit in Cottbus schließlich.